# Lista över fornlämningar i Nyköpings kommun (Lunda)
Lista över fornlämningar i Nyköpings kommun (Lunda) är en förteckning av ett urval av de fornlämningar som finns i Lunda i Nyköpings kommun.
| Namn                       | Lämningstyp             | Tillkomsttid | Historisk indelning | Plats           | Läge                 | ID-nr          | Bild                                      |
| -------------------------- | ----------------------- | ------------ | ------------------- | --------------- | -------------------- | -------------- | ----------------------------------------- |
| Lunda 1:1                  | Röse                    |              | Lunda, Södermanland |                 | 58.688313, 16.691479 | 10034900010001 | Ladda upp en bild av detta fornminne      |
| Lunda 2:1                  | Röse                    |              | Lunda, Södermanland |                 | 58.694949, 16.700926 | 10034900020001 | Ladda upp en bild av detta fornminne      |
| Lunda 2:2                  | Stensättning            |              | Lunda, Södermanland |                 | 58.694913, 16.700784 | 10034900020002 | Ladda upp en bild av detta fornminne      |
| Lunda 2:3                  | Stensättning            |              | Lunda, Södermanland |                 | 58.694872, 16.701155 | 10034900020003 | Ladda upp en bild av detta fornminne      |
| Lunda 3:1                  | Stensättning            |              | Lunda, Södermanland |                 | 58.695777, 16.701144 | 10034900030001 | Ladda upp en bild av detta fornminne      |
| Lunda 4:1                  | Röse                    |              | Lunda, Södermanland |                 | 58.698947, 16.698433 | 10034900040001 | Ladda upp en bild av detta fornminne      |
| Lunda 5:1                  | Stensättning            |              | Lunda, Södermanland |                 | 58.699265, 16.700462 | 10034900050001 | Ladda upp en bild av detta fornminne      |
| Lunda 6:1                  | Stensättning            |              | Lunda, Södermanland |                 | 58.695337, 16.697556 | 10034900060001 | Ladda upp en bild av detta fornminne      |
| Lunda 8:1                  | Stensättning            |              | Lunda, Södermanland |                 | 58.747736, 16.690042 | 10034900080001 | Ladda upp en bild av detta fornminne      |
| Lunda 9:1                  | Hög                     |              | Lunda, Södermanland |                 | 58.744839, 16.677681 | 10034900090001 | Ladda upp en bild av detta fornminne      |
| Lunda 9:2                  | Hög                     |              | Lunda, Södermanland |                 | 58.744904, 16.677528 | 10034900090002 | Ladda upp en bild av detta fornminne      |
| Lunda 9:3                  | Stensättning            |              | Lunda, Södermanland |                 | 58.744993, 16.677566 | 10034900090003 | Ladda upp en bild av detta fornminne      |
| Lunda 9:4                  | Stensättning            |              | Lunda, Södermanland |                 | 58.745066, 16.677466 | 10034900090004 | Ladda upp en bild av detta fornminne      |
| Lunda 10:1                 | Gravfält                |              | Lunda, Södermanland |                 | 58.748799, 16.677355 | 10034900100001 | Ladda upp en bild av detta fornminne      |
| Lunda 11:1                 | Stensättning            |              | Lunda, Södermanland |                 | 58.727725, 16.745289 | 10034900110001 | Ladda upp en bild av detta fornminne      |
| Lunda 12:1                 | Stensättning            |              | Lunda, Södermanland |                 | 58.748055, 16.674538 | 10034900120001 | Ladda upp en bild av detta fornminne      |
| Lunda 13:1                 | Gravfält                |              | Lunda, Södermanland |                 | 58.750244, 16.697751 | 10034900130001 | Ladda upp en bild av detta fornminne      |
| Lunda 14:1                 | Stensättning            |              | Lunda, Södermanland |                 | 58.755683, 16.700614 | 10034900140001 | Ladda upp en bild av detta fornminne      |
| Lunda 16:1                 | Stensättning            |              | Lunda, Södermanland |                 | 58.749284, 16.700804 | 10034900160001 | Ladda upp en bild av detta fornminne      |
| Lunda 17:1                 | Gravfält                |              | Lunda, Södermanland |                 | 58.736335, 16.700929 | 10034900170001 | Ladda upp en bild av detta fornminne      |
| Lunda 18:1                 | Stensättning            |              | Lunda, Södermanland |                 | 58.736709, 16.698885 | 10034900180001 | Ladda upp en bild av detta fornminne      |
| Lunda 18:2                 | Stensättning            |              | Lunda, Södermanland |                 | 58.736853, 16.698891 | 10034900180002 | Ladda upp en bild av detta fornminne      |
| Lunda 18:3                 | Stenkrets               |              | Lunda, Södermanland |                 | 58.736679, 16.698417 | 10034900180003 | Ladda upp en bild av detta fornminne      |
| Lunda 20:1                 | Stensättning            |              | Lunda, Södermanland |                 | 58.735462, 16.683940 | 10034900200001 | Ladda upp en bild av detta fornminne      |
| Lunda 22:1                 | Gravfält                |              | Lunda, Södermanland |                 | 58.751287, 16.712034 | 10034900220001 | Ladda upp en bild av detta fornminne      |
| Lunda 22:2                 | Stensättning            |              | Lunda, Södermanland |                 | 58.750946, 16.711782 | 10034900220002 | Ladda upp en bild av detta fornminne      |
| Lunda 23:4                 | Stensättning            |              | Lunda, Södermanland |                 | 58.752118, 16.728943 | 10034900230004 | Ladda upp en bild av detta fornminne      |
| Lunda 24:1                 | Gravfält                |              | Lunda, Södermanland |                 | 58.751582, 16.712726 | 10034900240001 | Ladda upp en bild av detta fornminne      |
| Lunda 25:1                 | Gravfält                |              | Lunda, Södermanland |                 | 58.751743, 16.716338 | 10034900250001 | Ladda upp en bild av detta fornminne      |
| Lunda 26:1                 | Gravfält                |              | Lunda, Södermanland |                 | 58.751464, 16.715740 | 10034900260001 | Ladda upp en bild av detta fornminne      |
| Lunda 27:1                 | Hög                     |              | Lunda, Södermanland |                 | 58.752471, 16.708981 | 10034900270001 | Ladda upp en bild av detta fornminne      |
| Lunda 29:1                 | Gravfält                |              | Lunda, Södermanland |                 | 58.756558, 16.699948 | 10034900290001 | Ladda upp en bild av detta fornminne      |
| Lunda 30:1                 | Gravfält                |              | Lunda, Södermanland |                 | 58.756454, 16.696755 | 10034900300001 | Ladda upp en bild av detta fornminne      |
| Lunda 30:2                 | Stensättning            |              | Lunda, Södermanland |                 | 58.756500, 16.697957 | 10034900300002 | Ladda upp en bild av detta fornminne      |
| Lunda 32:1                 | Stensättning            |              | Lunda, Södermanland |                 | 58.757608, 16.698460 | 10034900320001 | Ladda upp en bild av detta fornminne      |
| Lunda 32:2                 | Stensättning            |              | Lunda, Södermanland |                 | 58.757448, 16.698314 | 10034900320002 | Ladda upp en bild av detta fornminne      |
| Hannsjöberget (Lunda 34:1) | Fornborg                |              | Lunda, Södermanland |                 | 58.739209, 16.690276 | 10034900340001 | Ladda upp en bild av detta fornminne      |
| Lunda 36:1                 | Gravfält                |              | Lunda, Södermanland |                 | 58.756267, 16.703023 | 10034900360001 | Ladda upp en bild av detta fornminne      |
| Lunda 37:1                 | Stensättning            |              | Lunda, Södermanland |                 | 58.756685, 16.705815 | 10034900370001 | Ladda upp en bild av detta fornminne      |
| Lunda 37:2                 | Hög                     |              | Lunda, Södermanland |                 | 58.756732, 16.705592 | 10034900370002 | Ladda upp en bild av detta fornminne      |
| Lunda 38:1                 | Hög                     |              | Lunda, Södermanland |                 | 58.756402, 16.705421 | 10034900380001 | Ladda upp en bild av detta fornminne      |
| Lunda 39:1                 | Stensättning            |              | Lunda, Södermanland |                 | 58.756019, 16.696257 | 10034900390001 | Ladda upp en bild av detta fornminne      |
| Lunda 40:1                 | Stensättning            |              | Lunda, Södermanland |                 | 58.755842, 16.694675 | 10034900400001 | Ladda upp en bild av detta fornminne      |
| Lunda 40:3                 | Hällristning            |              | Lunda, Södermanland |                 | 58.755992, 16.694232 | 10034900400003 | Ladda upp en bild av detta fornminne      |
| Lunda 41:2                 | Stensättning            |              | Lunda, Södermanland |                 | 58.755451, 16.692305 | 10034900410002 | Ladda upp en bild av detta fornminne      |
| Lunda 44:1                 | Gravfält                |              | Lunda, Södermanland |                 | 58.752975, 16.728251 | 10034900440001 | Ladda upp en bild av detta fornminne      |
| Lunda 45:1                 | Gravfält                |              | Lunda, Södermanland |                 | 58.753735, 16.728884 | 10034900450001 | Ladda upp en bild av detta fornminne      |
| Lunda 46:1                 | Gravfält                |              | Lunda, Södermanland |                 | 58.752448, 16.728589 | 10034900460001 | Ladda upp en bild av detta fornminne      |
| Lunda 53:1                 | Gravfält                |              | Lunda, Södermanland |                 | 58.750555, 16.748715 | 10034900530001 | Ladda upp en bild av detta fornminne      |
| Lunda 55:1                 | Stensättning            |              | Lunda, Södermanland |                 | 58.749560, 16.748372 | 10034900550001 | Ladda upp en bild av detta fornminne      |
| Sö Fv1948;295 (Lunda 60:1) | Runristning             |              | Lunda, Södermanland | Lunda prästgård | 58.743665, 16.738428 | 10034900600001 | Ladda upp en till bild av detta fornminne |
| Lunda 61:1                 | Gravfält                |              | Lunda, Södermanland |                 | 58.745647, 16.758643 | 10034900610001 | Ladda upp en bild av detta fornminne      |
| Lunda 64:1                 | Stensättning            |              | Lunda, Södermanland |                 | 58.742272, 16.755484 | 10034900640001 | Ladda upp en bild av detta fornminne      |
| Lunda 64:2                 | Stensättning            |              | Lunda, Södermanland |                 | 58.742160, 16.755648 | 10034900640002 | Ladda upp en bild av detta fornminne      |
| Lunda 67:1                 | Stensättning            |              | Lunda, Södermanland |                 | 58.743987, 16.733639 | 10034900670001 | Ladda upp en bild av detta fornminne      |
| Lunda 67:2                 | Stensättning            |              | Lunda, Södermanland |                 | 58.743932, 16.733775 | 10034900670002 | Ladda upp en bild av detta fornminne      |
| Lunda 71:1                 | Stensättning            |              | Lunda, Södermanland |                 | 58.735531, 16.742119 | 10034900710001 | Ladda upp en bild av detta fornminne      |
| Sö Fv1948;291 (Lunda 74:1) | Runristning             |              | Lunda, Södermanland | Giberga         | 58.733058, 16.732352 | 10034900740001 | Ladda upp en bild av detta fornminne      |
| Lunda 76:1                 | Stensättning            |              | Lunda, Södermanland |                 | 58.731050, 16.727702 | 10034900760001 | Ladda upp en bild av detta fornminne      |
| Lunda 78:1                 | Stensättning            |              | Lunda, Södermanland |                 | 58.727059, 16.738213 | 10034900780001 | Ladda upp en bild av detta fornminne      |
| Lunda 78:2                 | Stensättning            |              | Lunda, Södermanland |                 | 58.727221, 16.739129 | 10034900780002 | Ladda upp en bild av detta fornminne      |
| Lunda 80:1                 | Hög                     |              | Lunda, Södermanland |                 | 58.747795, 16.757166 | 10034900800001 | Ladda upp en bild av detta fornminne      |
| Lunda 81:1                 | Stensättning            |              | Lunda, Södermanland |                 | 58.745772, 16.759890 | 10034900810001 | Ladda upp en bild av detta fornminne      |
| Lunda 81:2                 | Stensättning            |              | Lunda, Södermanland |                 | 58.745646, 16.759903 | 10034900810002 | Ladda upp en bild av detta fornminne      |
| Lunda 82:1                 | Gravfält                |              | Lunda, Södermanland |                 | 58.745800, 16.766988 | 10034900820001 | Ladda upp en bild av detta fornminne      |
| Lunda 83:1                 | Hög                     |              | Lunda, Södermanland |                 | 58.744350, 16.767251 | 10034900830001 | Ladda upp en bild av detta fornminne      |
| Lunda 85:1                 | Gravfält                |              | Lunda, Södermanland |                 | 58.744989, 16.778953 | 10034900850001 | Ladda upp en bild av detta fornminne      |
| Lunda 87:1                 | Hög                     |              | Lunda, Södermanland |                 | 58.741930, 16.789624 | 10034900870001 | Ladda upp en bild av detta fornminne      |
| Lunda 88:1                 | Gravfält                |              | Lunda, Södermanland |                 | 58.739844, 16.791811 | 10034900880001 | Ladda upp en bild av detta fornminne      |
| Lunda 90:1                 | Stensättning            |              | Lunda, Södermanland |                 | 58.748181, 16.797136 | 10034900900001 | Ladda upp en bild av detta fornminne      |
| Lunda 90:2                 | Stensättning            |              | Lunda, Södermanland |                 | 58.748080, 16.797357 | 10034900900002 | Ladda upp en bild av detta fornminne      |
| Lunda 90:3                 | Stensättning            |              | Lunda, Södermanland |                 | 58.747808, 16.797623 | 10034900900003 | Ladda upp en bild av detta fornminne      |
| Lunda 91:1                 | Gravfält                |              | Lunda, Södermanland |                 | 58.739636, 16.765176 | 10034900910001 | Ladda upp en bild av detta fornminne      |
| Lunda 95:1                 | Gravfält                |              | Lunda, Södermanland |                 | 58.736890, 16.773381 | 10034900950001 | Ladda upp en bild av detta fornminne      |
| Lunda 96:1                 | Stensättning            |              | Lunda, Södermanland |                 | 58.732887, 16.792184 | 10034900960001 | Ladda upp en bild av detta fornminne      |
| Lunda 97:1                 | Stensättning            |              | Lunda, Södermanland |                 | 58.731461, 16.797087 | 10034900970001 | Ladda upp en bild av detta fornminne      |
| Lunda 98:1                 | Stensättning            |              | Lunda, Södermanland |                 | 58.729781, 16.785606 | 10034900980001 | Ladda upp en bild av detta fornminne      |
| Lunda 99:1                 | Stensättning            |              | Lunda, Södermanland |                 | 58.726040, 16.781302 | 10034900990001 | Ladda upp en bild av detta fornminne      |
| Lunda 100:1                | Stensättning            |              | Lunda, Södermanland |                 | 58.730277, 16.790703 | 10034901000001 | Ladda upp en bild av detta fornminne      |
| Lunda 101:1                | Stensättning            |              | Lunda, Södermanland |                 | 58.709279, 16.788838 | 10034901010001 | Ladda upp en bild av detta fornminne      |
| Lunda 101:2                | Stensättning            |              | Lunda, Södermanland |                 | 58.709391, 16.789308 | 10034901010002 | Ladda upp en bild av detta fornminne      |
| Lunda 102:1                | Stensättning            |              | Lunda, Södermanland |                 | 58.716829, 16.791627 | 10034901020001 | Ladda upp en bild av detta fornminne      |
| Lunda 102:2                | Stensättning            |              | Lunda, Södermanland |                 | 58.716956, 16.792340 | 10034901020002 | Ladda upp en bild av detta fornminne      |
| Lunda 103:1                | Stensättning            |              | Lunda, Södermanland |                 | 58.753934, 16.717048 | 10034901030001 | Ladda upp en bild av detta fornminne      |
| Lunda 105:1                | Stensättning            |              | Lunda, Södermanland |                 | 58.755471, 16.712654 | 10034901050001 | Ladda upp en bild av detta fornminne      |
| Lunda 106:1                | Stensättning            |              | Lunda, Södermanland |                 | 58.758321, 16.716649 | 10034901060001 | Ladda upp en bild av detta fornminne      |
| Lunda 107:1                | Röse                    |              | Lunda, Södermanland |                 | 58.758357, 16.715336 | 10034901070001 | Ladda upp en bild av detta fornminne      |
| Lunda 107:2                | Stensättning            |              | Lunda, Södermanland |                 | 58.758477, 16.715048 | 10034901070002 | Ladda upp en bild av detta fornminne      |
| Lunda 107:3                | Stensättning            |              | Lunda, Södermanland |                 | 58.758587, 16.714881 | 10034901070003 | Ladda upp en bild av detta fornminne      |
| Lunda 107:4                | Stensättning            |              | Lunda, Södermanland |                 | 58.758874, 16.714272 | 10034901070004 | Ladda upp en bild av detta fornminne      |
| Lunda 107:5                | Stensättning            |              | Lunda, Södermanland |                 | 58.758692, 16.713745 | 10034901070005 | Ladda upp en bild av detta fornminne      |
| Lunda 107:6                | Stensättning            |              | Lunda, Södermanland |                 | 58.758294, 16.715025 | 10034901070006 | Ladda upp en bild av detta fornminne      |
| Lunda 107:7                | Stensättning            |              | Lunda, Södermanland |                 | 58.758815, 16.713990 | 10034901070007 | Ladda upp en bild av detta fornminne      |
| Lunda 109:1                | Stensättning            |              | Lunda, Södermanland |                 | 58.765337, 16.736567 | 10034901090001 | Ladda upp en bild av detta fornminne      |
| Lunda 110:1                | Röse                    |              | Lunda, Södermanland |                 | 58.761751, 16.728470 | 10034901100001 | Ladda upp en bild av detta fornminne      |
| Lunda 111:1                | Stensättning            |              | Lunda, Södermanland |                 | 58.766262, 16.741973 | 10034901110001 | Ladda upp en bild av detta fornminne      |
| Lunda 113:1                | Gravfält                |              | Lunda, Södermanland |                 | 58.767807, 16.745708 | 10034901130001 | Ladda upp en bild av detta fornminne      |
| Lunda 114:1                | Stensättning            |              | Lunda, Södermanland |                 | 58.764949, 16.753357 | 10034901140001 | Ladda upp en bild av detta fornminne      |
| Lunda 114:2                | Stensättning            |              | Lunda, Södermanland |                 | 58.765033, 16.753119 | 10034901140002 | Ladda upp en bild av detta fornminne      |
| Lunda 114:3                | Stensättning            |              | Lunda, Södermanland |                 | 58.765019, 16.752876 | 10034901140003 | Ladda upp en bild av detta fornminne      |
| Lunda 117:1                | Stensättning            |              | Lunda, Södermanland |                 | 58.728207, 16.727471 | 10034901170001 | Ladda upp en bild av detta fornminne      |
| Lunda 117:2                | Stensättning            |              | Lunda, Södermanland |                 | 58.727713, 16.727431 | 10034901170002 | Ladda upp en bild av detta fornminne      |
| Lunda 120:1                | Gravfält                |              | Lunda, Södermanland |                 | 58.745808, 16.670449 | 10034901200001 | Ladda upp en bild av detta fornminne      |
| Lunda 121:1                | Gravfält                |              | Lunda, Södermanland |                 | 58.748312, 16.670716 | 10034901210001 | Ladda upp en bild av detta fornminne      |
| Lunda 129:1                | Stensättning            |              | Lunda, Södermanland |                 | 58.706854, 16.781382 | 10034901290001 | Ladda upp en bild av detta fornminne      |
| Lunda 141:1                | Hällristning            |              | Lunda, Södermanland |                 | 58.751807, 16.711077 | 10034901410001 | Ladda upp en bild av detta fornminne      |
| Lunda 141:2                | Hällristning            |              | Lunda, Södermanland |                 | 58.751792, 16.710869 | 10034901410002 | Ladda upp en bild av detta fornminne      |
| Lunda 147:1                | Stensättning            |              | Lunda, Södermanland |                 | 58.729643, 16.786775 | 10034901470001 | Ladda upp en bild av detta fornminne      |
| Lunda 148:1                | Grav- och boplatsområde |              | Lunda, Södermanland |                 | 58.730994, 16.783301 | 10034901480001 | Ladda upp en bild av detta fornminne      |
| Lunda 151:1                | Stensättning            |              | Lunda, Södermanland |                 | 58.725111, 16.775430 | 10034901510001 | Ladda upp en bild av detta fornminne      |
| Lunda 152:1                | Stensättning            |              | Lunda, Södermanland |                 | 58.749617, 16.797346 | 10034901520001 | Ladda upp en bild av detta fornminne      |
| Lunda 152:2                | Stensättning            |              | Lunda, Södermanland |                 | 58.749723, 16.797523 | 10034901520002 | Ladda upp en bild av detta fornminne      |
| Lunda 152:3                | Stensättning            |              | Lunda, Södermanland |                 | 58.749557, 16.797067 | 10034901520003 | Ladda upp en bild av detta fornminne      |
| Lunda 154:1                | Stensättning            |              | Lunda, Södermanland |                 | 58.729168, 16.783130 | 10034901540001 | Ladda upp en bild av detta fornminne      |
| Lunda 155:1                | Stensättning            |              | Lunda, Södermanland |                 | 58.753950, 16.689189 | 10034901550001 | Ladda upp en bild av detta fornminne      |
| Lunda 156:1                | Stensättning            |              | Lunda, Södermanland |                 | 58.754461, 16.687572 | 10034901560001 | Ladda upp en bild av detta fornminne      |
| Lunda 161:1                | Stensättning            |              | Lunda, Södermanland |                 | 58.748745, 16.675449 | 10034901610001 | Ladda upp en bild av detta fornminne      |
| Lunda 161:2                | Stensättning            |              | Lunda, Södermanland |                 | 58.748653, 16.675652 | 10034901610002 | Ladda upp en bild av detta fornminne      |
| Lunda 163:1                | Stensättning            |              | Lunda, Södermanland |                 | 58.750675, 16.677744 | 10034901630001 | Ladda upp en bild av detta fornminne      |
| Lunda 164:1                | Stensättning            |              | Lunda, Södermanland |                 | 58.730351, 16.727567 | 10034901640001 | Ladda upp en bild av detta fornminne      |
| Lunda 164:2                | Stensättning            |              | Lunda, Södermanland |                 | 58.730459, 16.727589 | 10034901640002 | Ladda upp en bild av detta fornminne      |
| Lunda 164:3                | Stensättning            |              | Lunda, Södermanland |                 | 58.730524, 16.727402 | 10034901640003 | Ladda upp en bild av detta fornminne      |
| Lunda 167:1                | Stensättning            |              | Lunda, Södermanland |                 | 58.725058, 16.740229 | 10034901670001 | Ladda upp en bild av detta fornminne      |
| Lunda 168:1                | Stensättning            |              | Lunda, Södermanland |                 | 58.725641, 16.722192 | 10034901680001 | Ladda upp en bild av detta fornminne      |
| Lunda 169:1                | Gravfält                |              | Lunda, Södermanland |                 | 58.733970, 16.714678 | 10034901690001 | Ladda upp en bild av detta fornminne      |
| Lunda 170:1                | Hällristning            |              | Lunda, Södermanland |                 | 58.743077, 16.712037 | 10034901700001 | Ladda upp en bild av detta fornminne      |
| Lunda 170:2                | Hällristning            |              | Lunda, Södermanland |                 | 58.743069, 16.712013 | 10034901700002 | Ladda upp en bild av detta fornminne      |
| Lunda 170:3                | Hällristning            |              | Lunda, Södermanland |                 | 58.743052, 16.712017 | 10034901700003 | Ladda upp en bild av detta fornminne      |
| Lunda 172:1                | Gravfält                |              | Lunda, Södermanland |                 | 58.757143, 16.701310 | 10034901720001 | Ladda upp en bild av detta fornminne      |
| Lunda 176:2                | Stensättning            |              | Lunda, Södermanland |                 | 58.748818, 16.669300 | 10034901760002 | Ladda upp en bild av detta fornminne      |
| Lunda 176:3                | Stensättning            |              | Lunda, Södermanland |                 | 58.748849, 16.668939 | 10034901760003 | Ladda upp en bild av detta fornminne      |
| Lunda 179:1                | Stensättning            |              | Lunda, Södermanland |                 | 58.762983, 16.741846 | 10034901790001 | Ladda upp en bild av detta fornminne      |
| Lunda 179:2                | Stensättning            |              | Lunda, Södermanland |                 | 58.762875, 16.741858 | 10034901790002 | Ladda upp en bild av detta fornminne      |
| Lunda 180:1                | Stensättning            |              | Lunda, Södermanland |                 | 58.768384, 16.725181 | 10034901800001 | Ladda upp en bild av detta fornminne      |
| Lunda 181:1                | Stensättning            |              | Lunda, Södermanland |                 | 58.768432, 16.729645 | 10034901810001 | Ladda upp en bild av detta fornminne      |
| Lunda 187:1                | Stensättning            |              | Lunda, Södermanland |                 | 58.714338, 16.766861 | 10034901870001 | Ladda upp en bild av detta fornminne      |
| Lunda 188:1                | Röse                    |              | Lunda, Södermanland |                 | 58.709294, 16.790910 | 10034901880001 | Ladda upp en bild av detta fornminne      |
| Lunda 188:2                | Stensättning            |              | Lunda, Södermanland |                 | 58.709640, 16.790457 | 10034901880002 | Ladda upp en bild av detta fornminne      |
| Lunda 189:1                | Stensättning            |              | Lunda, Södermanland |                 | 58.710091, 16.789404 | 10034901890001 | Ladda upp en bild av detta fornminne      |
| Lunda 192:1                | Stensättning            |              | Lunda, Södermanland |                 | 58.720724, 16.788701 | 10034901920001 | Ladda upp en bild av detta fornminne      |
| Lunda 196:1                | Stensättning            |              | Lunda, Södermanland |                 | 58.765668, 16.758620 | 10034901960001 | Ladda upp en bild av detta fornminne      |
| Lunda 196:2                | Stensättning            |              | Lunda, Södermanland |                 | 58.765321, 16.759051 | 10034901960002 | Ladda upp en bild av detta fornminne      |
| Lunda 201:1                | Gravfält                |              | Lunda, Södermanland |                 | 58.752612, 16.797753 | 10034902010001 | Ladda upp en bild av detta fornminne      |
| Lunda 207:1                | Stensättning            |              | Lunda, Södermanland |                 | 58.709600, 16.787365 | 10034902070001 | Ladda upp en bild av detta fornminne      |
| Lunda 207:2                | Stensättning            |              | Lunda, Södermanland |                 | 58.709732, 16.787647 | 10034902070002 | Ladda upp en bild av detta fornminne      |
| Lunda 208:1                | Hällristning            |              | Lunda, Södermanland |                 | 58.746547, 16.696917 | 10034902080001 | Ladda upp en bild av detta fornminne      |
| Knäppinge (Lunda 211:1)    | Husgrund, historisk tid |              | Lunda, Södermanland |                 | 58.744562, 16.739185 | 10034902110001 | Ladda upp en bild av detta fornminne      |
| Lunda 216:1                | Stensättning            |              | Lunda, Södermanland |                 | 58.730814, 16.722446 | 10034902160001 | Ladda upp en bild av detta fornminne      |
| Lunda 216:2                | Stensättning            |              | Lunda, Södermanland |                 | 58.730705, 16.722674 | 10034902160002 | Ladda upp en bild av detta fornminne      |
| Lunda 260                  | Kyrka/kapell            |              | Lunda, Södermanland |                 | 58.743141, 16.739171 | 12000000065297 | Ladda upp en bild av detta fornminne      |
| Lunda 275                  | Hällristning            |              | Lunda, Södermanland |                 | 58.752406, 16.708795 | 12000000132684 | Ladda upp en bild av detta fornminne      |
| Lunda 276                  | Hällristning            |              | Lunda, Södermanland |                 | 58.754017, 16.702642 | 12000000132686 | Ladda upp en bild av detta fornminne      |
| Lunda 277                  | Hällristning            |              | Lunda, Södermanland |                 | 58.750659, 16.712697 | 12000000132688 | Ladda upp en bild av detta fornminne      |
| Lunda 278                  | Hällristning            |              | Lunda, Södermanland |                 | 58.751085, 16.711494 | 12000000132690 | Ladda upp en bild av detta fornminne      |
| Lunda 279                  | Hällristning            |              | Lunda, Södermanland |                 | 58.751541, 16.711861 | 12000000132692 | Ladda upp en bild av detta fornminne      |
| Lunda 280                  | Hällristning            |              | Lunda, Södermanland |                 | 58.753473, 16.702920 | 12000000132694 | Ladda upp en bild av detta fornminne      |